# Deir al-Kamar
Deir al-Kamar (arabsko دَيْر الْقَمَر, latinizirano: Dayr al-qamar, dob. 'Lunin samostan'), je mestece na pobočju libanonskega pogorja Šuf in se nahaja približno 45 km jugovzhodno od Bejruta. Pretežno je poseljeno z maroniti in druzi. Danes se ponaša z najbolje ohranjeno podeželsko arhitekturo 17. in 18. stoletja v Libanonu. V tem času je veljalo tudi za eno središče arabske književnosti.

## Zgodovina

### Križarsko obdobje
Najstarejša pisna omemba Deir al-Kamarja (Deir elcamar ali Deir elchamar) sega v leta 1257 in 1261 v listinah Julijana iz Šufa in Andreja iz Šufa, ki sta svoja zemljišča in vasi v svojem gospostvu Šuf prodala Tevtonskemu viteškemu redu, kot je navedeno v Tabulae Ordinis Theutonici.

### Osmansko obdobje
Ko je ozemlje današnjega Libanona prišlo v sklop Osmanskega cesarstva, je bilo razdeljeno na več fevdov, ki so jih upravljali emirji. Šufski emir Fahredin Al Maan II. je konec 16. stoletja združil več fevdov v enega in zavladal območju, ki se približno ujema z današnjim Libanonom. Upravno središče emirata gorskega Libanona je bilo najprej v Baklinu, vendar ga je zaradi pomanjkanja vode kmalu prestavil v Deir al-Kamar, kjer se je obdržalo vse do poznega 18. stoletja. V tem obdobju je nastala večina zgodovinskih stavb, ki se razprostirajo okoli glavnega mestnega trga z vodnjakom.
Bil je prva vas v Libanonu, ki je leta 1864 imela občino, in je rojstni kraj številnih znanih osebnosti, kot so umetniki, pisatelji in politiki. Bil je zimska prestolnica druzskega cancimata v Libanonu (1840–1860), poletna prestolnica pa je bil Baklen. Tam so živeli ljudje iz vseh verskih okolij in mesto je imelo mošejo, sinagogo in krščanske cerkve.
Leta 1860 je bil Deir al-Kamar uničen med državljansko vojno med druzi in kristjani, med katero je bilo mesto požgano. Napoleon III. je poslal francoski kontingent, da ga obnovi, pri čemer je spomnil na starodavno vlogo Francije kot zaščitnice kristjanov v Osmanskem cesarstvu, kot je bila določena s pogodbo iz leta 1523.
Leta 1864 je Deir al-Kamar izvolil prvo občino v arabskih provincah Osmanskega cesarstva.
Popis prebivalstva, ki so ga v Deir al-Kamarju izvedli Osmani med vladavino očeta Fahredina II., Qorqmaza bin-Maana, je štel 156 mož, vsi druzi. Danes je 85 % prebivalcev Deir al-Kamarja maronitov in 14 % melkitov.

## Splošni vidik
Vas ohranja izjemno slikovito podobo s tipičnimi kamnitimi hišami z rdečimi strehami. Leta 1945 je bila spomeniško varovana.
Leta 1943 je libanonski predsednik Bechara Al Khoury razglasil Deir al-Kamar za poletno palačo libanonskih predsednikov.

## Znamenitosti
Ena od pomembnih mošej v Deir al-Qamarju je mošeja Fakhreddine in sega v 15. stoletje. Leta 1493 jo je zgradil Fahredin I. in obnovil v 16. stoletju, je najstarejša mošeja v Libanonu.
Eno najpomembnejših zgodovinskih in verskih znamenitosti v Deir al-Kamarju je Gospa s hriba, znana kot Saydet El Talle. Ta maronitska cerkev sega v 15. stoletje.
Glede na spletno stran Maronite Heritage, legenda pravi, da je bil emir druz v Baklineu, ki je gledal hrib Deir al-Kamar. Videl je svetlobo, ki je prihajala iz hriba. Zbral je svoje vojake in jim ukazal, naj gredo gor zjutraj in kopljejo po zemlji. Rekel jim je: »Če najdete islamski simbol, zgradite mošejo. Če najdete krščanski simbol, zgradite cerkev«. Vojaki so šli zjutraj, kopali zemljo in našli skalo s križem na njej, pod križem pa Luna in Venera. To je bilo znamenje, da je pred davnimi časi tam stal tempelj, posvečen Luni in Veneri, kasneje pa je postal cerkev. Razlog za njeno izginotje so lahko potresi in vojne. Skalo, ki so jo odkrili vojaki, najdemo nad starimi vrati cerkve. V notranjosti cerkve je bizantinski steber. Prebivalci častijo čudežno ikono Gospe s hriba, postavljeno za oltarjem. Leta 1867 jo je naslikal italijanski umetnik Guerra. Na praznik Matere Božje z gore - prvo nedeljo v avgustu - gre na tisoče vernikov v veliki procesiji s čudodelno ikono od vhoda v Deir al-Kamar k cerkvi.
Drugo pomembno versko mesto v Deir al-Kamarju je Križna gora, kjer romarji obiščejo svetišče Jagnjeta Božjega (zgrajeno leta 2007), cerkev očeta Yacouba (obnovljena in posvečena kot cerkev 24. junija 2008) in križ (zgrajen Fr. Yacoub leta 1932).

### Drugo
Za mošejo stoji nekdanji suk (tržnica), nad njim pa palača Fahredinovega brata Junesa Maana, ki je vladal v obdobju med 1613 in 1618, ko je bil Fahredine izgnan v Italijo. V palači je danes muzej hologramov.
Ob severni stranici trga stoji kompleks (zgrajen leta 1595) skladišč svile, ki so jo nekdaj predelovali v regiji) in hana, kjer so se ustavljali in prenočevali trgovci s svilo. Danes so v tej stavbi prostori francoskega kulturnega centra. 
Kompleksa skladišč in hana se drži Fahredinove palače, kjer je bila emirjeva rezidenca. Zgrajena je bila leta 1620, ko se je vrnil iz izgnanstva v Italiji. Po legendi naj bi bila zgrajena iz kamnov trdnjave tripolijskega paše v Akarju. Taisti paša je namreč med izgnanstvom sežgal prvotno Fahredinovo palačo. Leta 1925 je palačo pridobila rodbina Baz in v nekdanjih prostorih harema je danes urejen muzej voščenih lutk »Marie Baz« pretežno z libanonskimi zgodovinskimi in političnimi osebnostmi, ki skozi glavne junake pripoveduje zgodbo o Libanonu od 15. stoletja do danes.
Nad skladišči se nahaja zgradba nekdanje jezuitske šole, poleg nje je sinagoga iz 17. stoletja, poleg sinagoge pa je palača pesnika Nicolasa el-Turqa.
Ob vzhodnem koncu trga stoji palača Ahmada Šehaba, člana rodbine emirja Baširja Šihaba II. Palača je bila zgrajena leta 1755 na zahtevo Ahmadove žene, ki ni več hotela živeti v svojem prvotnem domu, kjer sta umrla dve njena sinova. Leta 1784 je v palači živel Ibrahim Paša in koordiniral upor proti osmanski nadvladi. Danes je palača v zasebni lasti družine Baz.
Ob južni stranici trga, ob kateri tudi teče glavna cesta med Damourjem in Beit ed-Dinom, si od vzhoda sledijo najprej zgradba lokalne maronitske verske skupnosti, restavracija ter seraj Jusefa Šehaba. V tej stavbi je prvotno bilo sodišče, na kar še danes opozarjata dva izklesana leva nad glavnim vhodom. V notranjosti je lepo okrašeno dvorišče. Stavba danes služi kot mestna hiša.
- Staro mesto Deir al-Kamar in hiše v ozadju
- Fahredinova palača
- Han in skladišče
- Notranjost maronitske cerkve Gospe s hriba
- Sinagoga v Deir al-Kamarju.

## Grad Musa
Grad Musa (oz. Moussa) (arabsko قلعة موسى, latinizirano: kalat musa) je sodoben grad istoimenskega lokalnega poslovneža z očitnimi vplivi Disneylanda ali gradu Hearst. Nahaja se približno 1 kilometer iz Deir al-Kamarja ob glavni cesti proti Beit ed-Dinu. Lastnik je bil v šoli večkrat tepen zaradi sanjarjenja o življenju v gradu. Ko je kot poslovnež obogatel, je uresničil sanje in si postavil grad z muzejem figur (nekatere se tudi mehanično premikajo), ki ponazarjajo različne prizore iz libanonske zgodovine. Grad je danes priljubljena turistična točka.
- Pogled na grad z juga
- Pogled z glavne ceste proti Beit ed-Dinu